# فيسيلويارسك (ألطاي كراي)
فيسيلويارسك (بالروسية: Веселоярск) هي مدينة في مقاطعة ألطاي كراي في روسيا. يبلغ عدد سكانها حوالي 5089 نسمة.